# Lezginski jezik
Lezginski jezik je jezik koji pripada sjeveroistočnokavkaskim jezicima. Pričaju ga Lezgini, narod koji živi u Azerbajdžanu, južnom Dagestanu (Rusija) te u manjem dijelu u Kazahstanu, Turkmenistanu, Turskoj, Uzbekistanu i drugim državama. Jedan je od službenih jezika Dagestana. 

## Srodni jezici
- Agulski
- Arčinski
- Buduhski
- Cahurski
- Istočnolezginski
- Južnolezginski
- Krizijski
- Nuklearni lezginski
- Rutulski
- Tabasaranski
- Udinski
- Zapadnolezginski

## Vanjske poveznice
- Lezgi-Englich online dictionary
- Appendix:Cyrillic script
- Notes on the Lezgi language
- Languages of the World report  Arhivirana inačica izvorne stranice od 3. ožujka 2016. (Wayback Machine)
- Lezgian basic lexicon at the Global Lexicostatistical Database
- Lezgian Dictionary + Mobile apps